# La Prière au drapeau
La Prière au drapeau est une mélodie d'Augusta Holmès composée en 1900.

## Composition
Augusta Holmès compose La Prière au drapeau en 1900, sur un poème écrit par elle-même. L'œuvre a été publiée aux éditions Enoch.